# Mühldorf (Oberbayern)
Mühldorf (Oberbayern) (niem: Bahnhof Mühldorf (Oberbayern)) – stacja kolejowa w Mühldorf am Inn, w kraju związkowym Bawaria, w Niemczech. Jest stacją węzłową. Stacja posiada siedem torów pasażerskich i posiada 4 kategorię.
Stacja jest obsługiwana przez około 105 pociągów regionalnych Südostbayernbahn. Jest także głównym dworcem w Bawarskim Trójkącie Chemicznym. Około 800 wagonów towarowych obsługiwanych jest tu codziennie.

## Położenie
Stacja znajduje się na północ od centrum Mühldorf w „Górnym mieście”. Teren stacji jest na północ od Bischof-von-Ketteler-Straße i ograniczony na południe przez Friedrich-Ebert-Straße. Dwie drogi są połączone Neumarkter Straße na wschód tunelem. Budynek dworca znajduje się pod adresem Bahnhofplatz 6.